# 11e étape du Tour de France 2017
Pour un article plus général, voir Tour de France 2017.
La 11e étape du Tour de France 2017 se déroule le mercredi 12 juillet 2017 entre Eymet et Pau, sur une distance de 203,5 kilomètres.

## Résultats

### Classement de l'étape
| \| Classement de l'étape \| Classement de l'étape \| Classement de l'étape \| Classement de l'étape \| Classement de l'étape \| \| Coureur \| Coureur \| Pays \| Équipe \| Temps \| \| --------------------- \| --------------------- \| --------------------- \| -------------------------- \| --------------------- \| \| 1er \| Marcel Kittel \| Allemagne \| Quick-Step Floors \| 4 h 34 min 27 s \| \| 2e \| Dylan Groenewegen \| Pays-Bas \| LottoNL-Jumbo \| + 0 s \| \| 3e \| Edvald Boasson Hagen \| Norvège \| Dimension Data \| + 0 s \| \| 4e \| Michael Matthews \| Australie \| Team Sunweb \| + 0 s \| \| 5e \| Daniel McLay \| Royaume-Uni \| Fortuneo-Oscaro \| + 0 s \| \| 6e \| Davide Cimolai \| Italie \| FDJ \| + 0 s \| \| 7e \| André Greipel \| Allemagne \| Lotto-Soudal \| + 0 s \| \| 8e \| Nacer Bouhanni \| France \| Cofidis, Solutions Crédits \| + 0 s \| \| 9e \| Ben Swift \| Royaume-Uni \| UAE Team Emirates \| + 0 s \| \| 10e \| Danilo Wyss \| Suisse \| BMC Racing Team \| + 0 s \| |                      |             |                            |                 |
| |                      |             |                            |                 |
| Source : ProCyclingStats |                      |             |                            |                 |
| Classement de l'étape |                      |             |                            |                 |
| Coureur | Coureur              | Pays        | Équipe                     | Temps           |
| 1er | Marcel Kittel        | Allemagne   | Quick-Step Floors          | 4 h 34 min 27 s |
| 2e | Dylan Groenewegen    | Pays-Bas    | LottoNL-Jumbo              | + 0 s           |
| 3e | Edvald Boasson Hagen | Norvège     | Dimension Data             | + 0 s           |
| 4e | Michael Matthews     | Australie   | Team Sunweb                | + 0 s           |
| 5e | Daniel McLay         | Royaume-Uni | Fortuneo-Oscaro            | + 0 s           |
| 6e | Davide Cimolai       | Italie      | FDJ                        | + 0 s           |
| 7e | André Greipel        | Allemagne   | Lotto-Soudal               | + 0 s           |
| 8e | Nacer Bouhanni       | France      | Cofidis, Solutions Crédits | + 0 s           |
| 9e | Ben Swift            | Royaume-Uni | UAE Team Emirates          | + 0 s           |
| 10e | Danilo Wyss          | Suisse      | BMC Racing Team            | + 0 s           |

### Points attribués
| Sprint intermédiaire - Aire-sur-l'Adour (km 142,5) | Sprint intermédiaire - Aire-sur-l'Adour (km 142,5) | Sprint intermédiaire - Aire-sur-l'Adour (km 142,5) | Sprint intermédiaire - Aire-sur-l'Adour (km 142,5) | Sprint intermédiaire - Aire-sur-l'Adour (km 142,5) |
| -------------------------------------------------- | -------------------------------------------------- | -------------------------------------------------- | -------------------------------------------------- | -------------------------------------------------- |
|                                                    | Coureur                                            | Pays                                               | Équipe                                             | Point(s)                                           |
| 1er                                                | Marco Marcato                                      | Italie                                             | UAE Emirates                                       | 20                                                 |
| 2e                                                 | Frederik Backaert                                  | Belgique                                           | Wanty-Groupe Gobert                                | 17                                                 |
| 3e                                                 | Maciej Bodnar                                      | Pologne                                            | Bora-Hansgrohe                                     | 15                                                 |
| 4e                                                 | Alexander Kristoff                                 | Norvège                                            | Katusha-Alpecin                                    | 13                                                 |
| 5e                                                 | Michael Matthews                                   | Australie                                          | Sunweb                                             | 11                                                 |
| 6e                                                 | Marcel Kittel                                      | Allemagne                                          | Quick-Step Floors                                  | 10                                                 |
| 7e                                                 | André Greipel                                      | Allemagne                                          | Lotto-Soudal                                       | 9                                                  |
| 8e                                                 | Sonny Colbrelli                                    | Italie                                             | Bahrain-Merida                                     | 8                                                  |
| 9e                                                 | Philippe Gilbert                                   | Belgique                                           | Quick-Step Floors                                  | 7                                                  |
| 10e                                                | Zdeněk Štybar                                      | Tchéquie                                           | Quick-Step Floors                                  | 6                                                  |
| 11e                                                | Fabio Sabatini                                     | Italie                                             | Quick-Step Floors                                  | 5                                                  |
| 12e                                                | Ramon Sinkeldam                                    | Pays-Bas                                           | Sunweb                                             | 4                                                  |
| 13e                                                | Christian Knees                                    | Allemagne                                          | Sky                                                | 3                                                  |
| 14e                                                | Michał Kwiatkowski                                 | Pologne                                            | Sky                                                | 2                                                  |
| 15e                                                | Sergio Henao                                       | Colombie                                           | Sky                                                | 1                                                  |
| modifier                                           |                                                    |                                                    |                                                    |                                                    |

| Arrivée d'étape - Pau (km 203,5) | Arrivée d'étape - Pau (km 203,5) | Arrivée d'étape - Pau (km 203,5) | Arrivée d'étape - Pau (km 203,5) | Arrivée d'étape - Pau (km 203,5) |
| -------------------------------- | -------------------------------- | -------------------------------- | -------------------------------- | -------------------------------- |
|                                  | Coureur                          | Pays                             | Équipe                           | Point(s)                         |
| 1er                              | Marcel Kittel                    | Allemagne                        | Quick-Step Floors                | 50                               |
| 2e                               | Dylan Groenewegen                | Pays-Bas                         | Lotto NL-Jumbo                   | 30                               |
| 3e                               | Edvald Boasson Hagen             | Norvège                          | Dimension Data                   | 20                               |
| 4e                               | Michael Matthews                 | Australie                        | Sunweb                           | 18                               |
| 5e                               | Daniel McLay                     | Royaume-Uni                      | Fortuneo-Oscaro                  | 16                               |
| 6e                               | Davide Cimolai                   | Italie                           | FDJ                              | 14                               |
| 7e                               | André Greipel                    | Allemagne                        | Lotto-Soudal                     | 12                               |
| 8e                               | Nacer Bouhanni                   | France                           | Cofidis                          | 10                               |
| 9e                               | Ben Swift                        | Royaume-Uni                      | UAE Team Emirates                | 8                                |
| 10e                              | Danilo Wyss                      | Suisse                           | BMC Racing                       | 7                                |
| 11e                              | Pieter Vanspeybrouck             | Belgique                         | Wanty-Groupe Gobert              | 6                                |
| 12e                              | Alexander Kristoff               | Norvège                          | Katusha-Alpecin                  | 5                                |
| 13e                              | Florian Vachon                   | France                           | Fortuneo-Oscaro                  | 4                                |
| 14e                              | Dion Smith                       | Australie                        | Wanty-Groupe Gobert              | 3                                |
| 15e                              | Damiano Caruso                   | Italie                           | BMC Racing                       | 2                                |
| modifier                         |                                  |                                  |                                  |                                  |

|   | Coureur              | Pays      | Équipe            | Secondes |
| - | -------------------- | --------- | ----------------- | -------- |
| 1 | Marcel Kittel        | Allemagne | Quick-Step Floors | 10 s     |
| 2 | Dylan Groenewegen    | Pays-Bas  | Lotto NL-Jumbo    | 6 s      |
| 3 | Edvald Boasson Hagen | Norvège   | Dimension Data    | 4 s      |

### Cols et côtes
| \| Côte d'Aire-sur-l'Adour (km 145,5) 4e catégorie (1,2 km à 4,2%) \| Côte d'Aire-sur-l'Adour (km 145,5) 4e catégorie (1,2 km à 4,2%) \| Côte d'Aire-sur-l'Adour (km 145,5) 4e catégorie (1,2 km à 4,2%) \| Côte d'Aire-sur-l'Adour (km 145,5) 4e catégorie (1,2 km à 4,2%) \| Côte d'Aire-sur-l'Adour (km 145,5) 4e catégorie (1,2 km à 4,2%) \| \| --------------------------------------------------------------- \| --------------------------------------------------------------- \| --------------------------------------------------------------- \| --------------------------------------------------------------- \| --------------------------------------------------------------- \| \| \| Coureur \| Pays \| Équipe \| Point(s) \| \| 1er \| Frederik Backaert \| Belgique \| Wanty-Groupe Gobert \| 1 \| \| modifier \| \| \| \| \| |                   |          |                     |          |
| Côte d'Aire-sur-l'Adour (km 145,5) 4e catégorie (1,2 km à 4,2%) |                   |          |                     |          |
| | Coureur           | Pays     | Équipe              | Point(s) |
| 1er | Frederik Backaert | Belgique | Wanty-Groupe Gobert | 1        |
| modifier |                   |          |                     |          |

## Classements à l'issue de l'étape

### Classement général
| \| Classement général \| Classement général \| Classement général \| Classement général \| Classement général \| \| Coureur \| Coureur \| Pays \| Équipe \| Temps \| \| ------------------ \| ------------------ \| ------------------ \| ------------------ \| ------------------ \| \| 1er \| Christopher Froome \| Royaume-Uni \| Team Sky \| 47 h 01 min 55 s \| \| 2e \| Fabio Aru \| Italie \| Astana \| + 18 s \| \| 3e \| Romain Bardet \| France \| AG2R La Mondiale \| + 51 s \| \| 4e \| Rigoberto Urán \| Colombie \| Cannondale-Drapac \| + 55 s \| \| 5e \| Jakob Fuglsang \| Danemark \| Astana \| + 1 min 37 s \| \| 6e \| Dan Martin \| Irlande \| Quick-Step Floors \| + 1 min 44 s \| \| 7e \| Simon Yates \| Royaume-Uni \| Orica-Scott \| + 2 min 02 s \| \| 8e \| Nairo Quintana \| Colombie \| Movistar Team \| + 2 min 13 s \| \| 9e \| Mikel Landa \| Espagne \| Team Sky \| + 3 min 06 s \| \| 10e \| George Bennett \| Nouvelle-Zélande \| LottoNL-Jumbo \| + 3 min 53 s \| |                    |                  |                   |                  |
| |                    |                  |                   |                  |
| Source : ProCyclingStats |                    |                  |                   |                  |
| Classement général |                    |                  |                   |                  |
| Coureur | Coureur            | Pays             | Équipe            | Temps            |
| 1er | Christopher Froome | Royaume-Uni      | Team Sky          | 47 h 01 min 55 s |
| 2e | Fabio Aru          | Italie           | Astana            | + 18 s           |
| 3e | Romain Bardet      | France           | AG2R La Mondiale  | + 51 s           |
| 4e | Rigoberto Urán     | Colombie         | Cannondale-Drapac | + 55 s           |
| 5e | Jakob Fuglsang     | Danemark         | Astana            | + 1 min 37 s     |
| 6e | Dan Martin         | Irlande          | Quick-Step Floors | + 1 min 44 s     |
| 7e | Simon Yates        | Royaume-Uni      | Orica-Scott       | + 2 min 02 s     |
| 8e | Nairo Quintana     | Colombie         | Movistar Team     | + 2 min 13 s     |
| 9e | Mikel Landa        | Espagne          | Team Sky          | + 3 min 06 s     |
| 10e | George Bennett     | Nouvelle-Zélande | LottoNL-Jumbo     | + 3 min 53 s     |

### Classement par points
| Classement par points | Classement par points | Classement par points | Classement par points      | Classement par points |
| Coureur               | Coureur               | Pays                  | Équipe                     | Points                |
| --------------------- | --------------------- | --------------------- | -------------------------- | --------------------- |
| 1er                   | Marcel Kittel         | Allemagne             | Quick-Step Floors          | 335 pts               |
| 2e                    | Michael Matthews      | Australie             | Team Sunweb                | 202 pts               |
| 3e                    | André Greipel         | Allemagne             | Lotto-Soudal               | 171 pts               |
| 4e                    | Alexander Kristoff    | Norvège               | Katusha-Alpecin            | 158 pts               |
| 5e                    | Sonny Colbrelli       | Italie                | Bahrain-Merida             | 97 pts                |
| 6e                    | Dylan Groenewegen     | Pays-Bas              | LottoNL-Jumbo              | 94 pts                |
| 7e                    | Edvald Boasson Hagen  | Norvège               | Dimension Data             | 93 pts                |
| 8e                    | Nacer Bouhanni        | France                | Cofidis, Solutions Crédits | 78 pts                |
| 9e                    | Dan Martin            | Irlande               | Quick-Step Floors          | 58 pts                |
| 10e                   | John Degenkolb        | Allemagne             | Trek-Segafredo             | 57 pts                |

### Classement du meilleur jeune
| Classement général du meilleur jeune | Classement général du meilleur jeune | Classement général du meilleur jeune | Classement général du meilleur jeune | Classement général du meilleur jeune |
|                                      | Coureur                              | Pays                                 | Équipe                               | Temps                                |
| ------------------------------------ | ------------------------------------ | ------------------------------------ | ------------------------------------ | ------------------------------------ |
| 1er                                  | Simon Yates                          | Royaume-Uni                          | Orica-Scott                          | en 47 h 3 min 57 s                   |
| 2e                                   | Louis Meintjes                       | Afrique du Sud                       | UAE                                  | + 2 min 58 s                         |
| 3e                                   | Pierre Latour                        | France                               | AG2R La Mondiale                     | + 3 min 28 s                         |
| 4e                                   | Emanuel Buchmann                     | Allemagne                            | Bora-Hansgrohe                       | + 6 min 44 s                         |
| 5e                                   | Guillaume Martin                     | France                               | Wanty-Groupe Gobert                  | + 13 min 21 s                        |
| 6e                                   | Tiesj Benoot                         | Belgique                             | Lotto-Soudal                         | + 16 min 42 s                        |
| 7e                                   | Lilian Calmejane                     | France                               | Direct Énergie                       | + 33 min 40 s                        |
| 8e                                   | Michael Valgren                      | Danemark                             | Astana                               | + 42 min 13 s                        |
| 9e                                   | Jay McCarthy                         | Australie                            | Bora-Hansgrohe                       | + 52 min 17 s                        |
| 10e                                  | Alexey Lutsenko                      | Kazakhstan                           | Astana                               | + 52 min 36 s                        |
| modifier                             |                                      |                                      |                                      |                                      |

### Classement du meilleur grimpeur
| Classement du meilleur grimpeur | Classement du meilleur grimpeur | Classement du meilleur grimpeur | Classement du meilleur grimpeur | Classement du meilleur grimpeur |
| ------------------------------- | ------------------------------- | ------------------------------- | ------------------------------- | ------------------------------- |
|                                 | Coureur                         | Pays                            | Équipe                          | Point(s)                        |
| 1er                             | Warren Barguil                  | France                          | Sunweb                          | 60 points                       |
| 2e                              | Primož Roglič                   | Slovénie                        | Lotto NL-Jumbo                  | 30 pts                          |
| 3e                              | Alexis Vuillermoz               | France                          | AG2R La Mondiale                | 27 pts                          |
| 4e                              | Daniel Martin                   | Irlande                         | Quick-Step Floors               | 23 pts                          |
| 5e                              | Bauke Mollema                   | Pays-Bas                        | Trek-Segafredo                  | 18 pts                          |
| 6e                              | Thibaut Pinot                   | France                          | FDJ                             | 17 pts                          |
| 7e                              | Christopher Froome              | Royaume-Uni                     | Sky                             | 16 pts                          |
| 8e                              | Tiesj Benoot                    | Belgique                        | Lotto-Soudal                    | 15 pts                          |
| 9e                              | Fabio Aru                       | Italie                          | Astana                          | 14 pts                          |
| 10e                             | Jakob Fuglsang                  | Danemark                        | Astana                          | 12 pts                          |
| modifier                        |                                 |                                 |                                 |                                 |

### Classement par équipes
| Classement par équipes | Classement par équipes | Classement par équipes | Classement par équipes |
| Équipe                 | Équipe                 | Pays                   | Temps                  |
| ---------------------- | ---------------------- | ---------------------- | ---------------------- |
| 1re                    | Sky                    | Royaume-Uni            | 141 h 11 min 46 s      |
| 2e                     | AG2R La Mondiale       | France                 | + 7 min 12 s           |
| 3e                     | Astana                 | Kazakhstan             | + 26 min 17 s          |
| 4e                     | Trek-Segafredo         | États-Unis             | + 27 min 26 s          |
| 5e                     | Movistar Team          | Espagne                | + 38 min 14 s          |
| 6e                     | Cannondale-Drapac      | États-Unis             | + 42 min 13 s          |
| 7e                     | Orica-Scott            | Australie              | + 45 min 57 s          |
| 8e                     | BMC Racing Team        | États-Unis             | + 51 min 39 s          |
| 9e                     | Lotto NL-Jumbo         | Pays-Bas               | + 1 h 05 min 31 s      |
| 10e                    | Fortuneo-Oscaro        | France                 | + 1 h 07 min 25 s      |

### Écarts entre les favoris
| Classement des favoris | Classement des favoris | Classement des favoris | Classement des favoris | Classement des favoris |
|                        | Coureur                | Pays                   | Équipe                 | Temps                  |
| ---------------------- | ---------------------- | ---------------------- | ---------------------- | ---------------------- |
| 1er                    | Christopher Froome     | Royaume-Uni            | Sky                    | en 47 h 1 min 55 s     |
| 2e                     | Fabio Aru              | Italie                 | Astana                 | + 18 s                 |
| 3e                     | Romain Bardet          | France                 | AG2R La Mondiale       | + 51 s                 |
| 4e                     | Jakob Fuglsang         | Danemark               | Astana                 | + 1 min 37 s           |
| 5e                     | Daniel Martin          | Irlande                | Quick-Step Floors      | + 1 min 44 s           |
| 6e                     | Simon Yates            | Royaume-Uni            | Orica-Scott            | + 2 min 2 s            |
| 7e                     | Nairo Quintana         | Colombie               | Movistar               | + 2 min 13 s           |
| 8e                     | Louis Meintjes         | Afrique du Sud         | UAE Emirates           | + 5 min 0 s            |
| 9e                     | Alberto Contador       | Espagne                | Trek-Segafredo         | + 5 min 15 s           |
| 10e                    | Esteban Chaves         | Colombie               | Orica-Scott            | + 32 min 3 s           |
| modifier               |                        |                        |                        |                        |

## Abandon
- 52 -  Dario Cataldo (Astana) : Abandon